# Asclepio

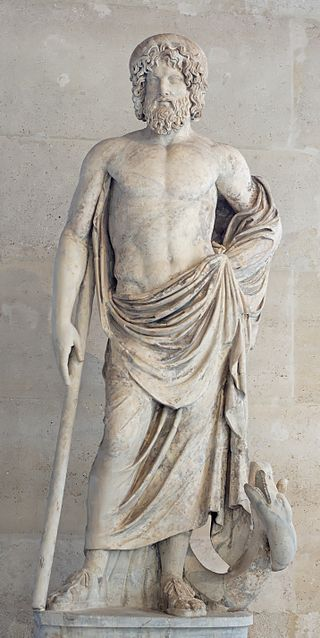
Asclepio, Museo del Louvre.

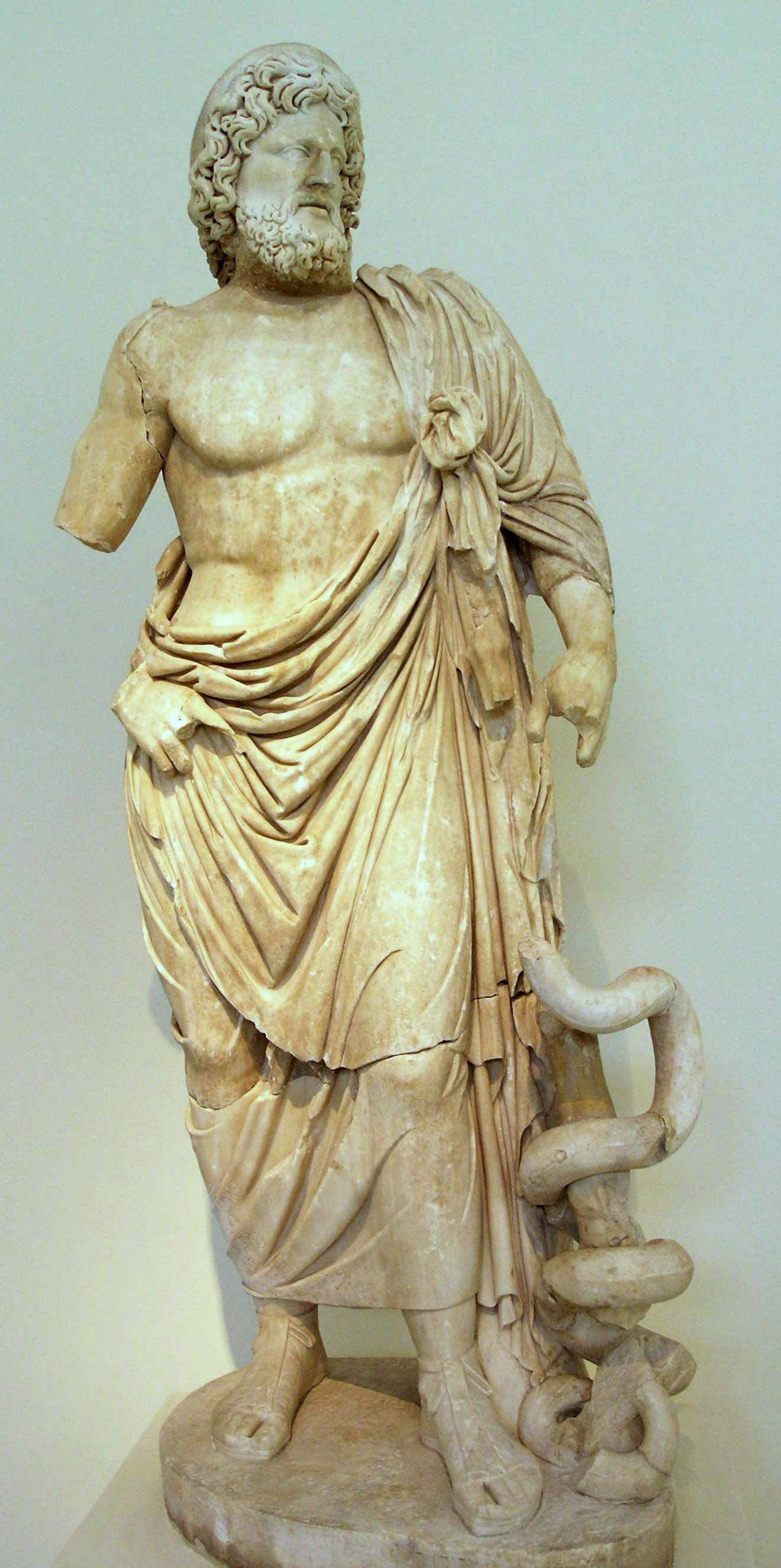
Asclepio, estatua encontrada en el santuario de Epidauro.

En la mitología griega, Asclepio o Asclepios (en griego antiguo: Ἀσκληπιός, Asklēpiós), o bien Esculapio (Aesculapius en latín) para los romanos, fue el dios de la medicina y la curación, venerado en Grecia en varios santuarios. La función de curar enfermedades es en los pueblos primitivos propia de hechiceros y sacerdotes, que operan sobre ellas con salmodias y encantamientos. En el himno homérico a Asclepio se lo ensalza como un dios «sanador de enfermedades».  Se dice que Asclepio fue el primero en descubrir el arte clínica.
El más importante de los santuarios de Asclepio era el de Epidauro en el Peloponeso donde se creó y se desarrolló una verdadera escuela de medicina. Sus atributos se representan con una serpiente enrollada en un bastón, piñas, coronas de laurel, una cabra o un perro. El más común es el de la serpiente, animal que, según los antiguos, vivía tanto sobre la tierra como en su interior. Asclepio tenía el don de la curación y conocía muy bien la vegetación y en particular las plantas medicinales.
Su padre era Apolo y su madre Coronis, hija de Flegias (según los tesalios), o bien Arsínoe, hija de Leucipo (según los mesenios).  Desde niño fue educado por el centauro Quirón, quien le enseñó todo lo referente a las artes curativas, especialmente lo relativo a plantas medicinales. La vara de Esculapio, un bastón enroscado en una serpiente similar al caduceo, sigue siendo un símbolo de la medicina, tal y como se muestra a día de hoy en los ambientes farmacéuticos.
Asclepio alcanzó tal habilidad que podía devolver la vida a los muertos. Zeus, temiendo que Asclepio quebrara el orden natural, lo fulminó con un rayo. Posteriormente fue colocado entre las estrellas como Ofiuco, el Serpentario. Se dice que la familia de Hipócrates descendía de este dios. El juramento hipocrático ensalza a los dioses principales a los que se encomienda un médico, entre ellos Apolo Médico, Asclepio, Higía (‘salud’) y Panacea (‘panacea universal’).
Según nota de Bernard Simonay en su novela El Templo de Horus, este dios surge como recuerdo y veneración al sabio egipcio Imhotep, que vivió 2000 años antes.  El dios Vejove, de origen romano o etrusco, también estaba asociado a Asclepio. Ha dado su nombre a los asteroides Asclepio y Esculapia; y también a la culebra de Esculapio.

## Mitología

### Orígenes y nacimiento

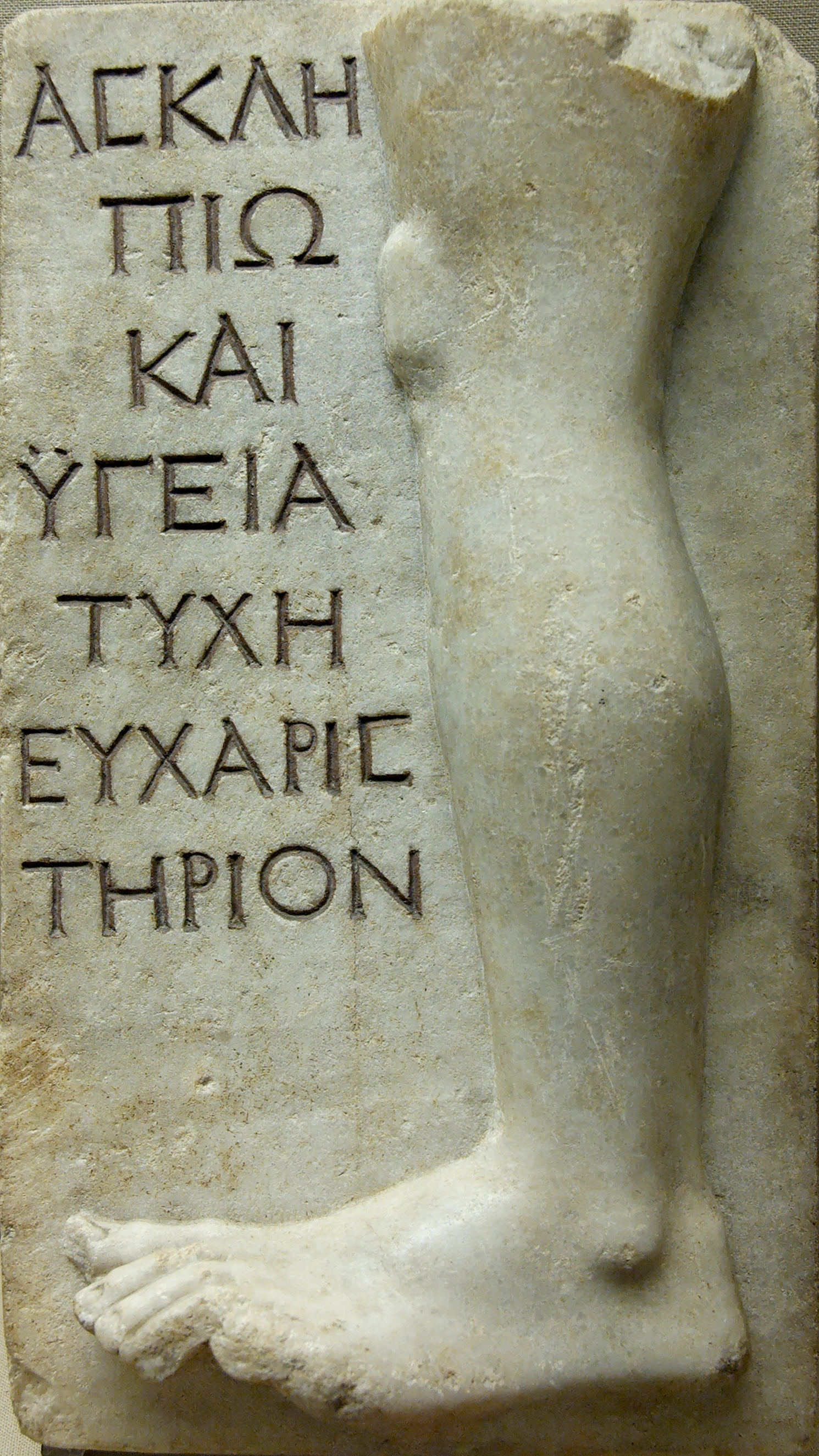
Relieve votivo por la curación de una pierna, con la inscripción: «Tiqué [dedicó esto] a Asclepio y a Higía en señal de agradecimiento». Mármol, c. 100–200, hallado en 1828 en Milos.

Desde la poesía arcaica a Asclepio se lo considera hijo de Apolo y Corónide, hija del rey Flegias, y esta lo había alumbrado en la llanura de Dotio, que ocupaba la parte oriental de la región de Larisa.  La unión de los amantes tuvo lugar en las orillas de la laguna Bebe o Beobea, cerca de Laqueria.  Asclepio fue criado por Quirón ya que Artemisa abatió a Corónide durante su alumbramiento.  Según la tradición délfica Asclepio nació en el templo de Apolo, con Láquesis haciendo de comadrona y Apolo aliviando los dolores de Coronis. Apolo bautizó al niño con el apodo de Coronis, Egle («radiante»).  Una tradición fenicia nos dice que Asclepio nació de Apolo sin intervención femenina.  Otros dicen que la madre de Asclepio era Arsínoe, hija de Leucipo, y que esta también dio a luz a la hermana de Asclepio, Eriopis.
Pausanias dice que todo el país de Epidauro estaba especialmente consagrado a Asclepio. Dicen los epidaurios que Flegias fue al Peloponeso para iniciar acciones hostiles.  Le acompañaba su hija Coronis, que le tenía todavía oculto a su padre que estaba embarazada de Apolo. Cuando dio a luz en la región de Epidauro, expuso a su hijo en el monte que posteriormente se conoció como Titio («nodriza»), y que entonces se llamaba Mirtio; y mientras estaba expuesto le daba leche una cabra de las que pacen en el bosque y lo guardaba el perro guardián del rebaño.  Cuando un pastor, llamado Arestanas, halló que no le casaba el número de sus cabras y que al mismo tiempo el perro estaba ausente del rebaño, dicen que investigó todo, y al encontrar al niño sintió deseos de llevárselo; cuando estuvo cerca, vio que un resplandor salía del niño, y considerando que era algo divino, como precisamente era, se marchó. Al punto se extendió la noticia por la tierra y por el mar de que el niño hallaba todo lo que quería para los enfermos y que resucitaba a los muertos.
Se cuenta también otra leyenda sobre él: que Corónide, cuando estaba embarazada de Asclepio, tuvo relaciones con Isquis, hijo de Élato, y que murió a causa de Artemisa, que castigó el ultraje contra Apolo; y se dice que, cuando ya estaba encendida la pira, Hermes arrebató al niño de las llamas.  Asclepio fue considerado un dios desde el principio y no adquirió esta fama en el curso del tiempo.

### Descendencia, amoríos y dioses asociados
En la Ilíada ya se citan dos hijos de Asclepio: Podalirio y Macaón, ambos médicos, pretendientes de Helena y que participan en la Guerra de Troya.  La madre de estos fue Epíone.  En la Suda se nos dice que Asclepio y Epíone fueron padres de cinco hijas: Higía (salud), Egle (relacionada con el poder curativo del sol), Yaso (recuperación), Aceso (curación) y Panacea (remedio universal).  Otros más dicen que la esposa de Asclepio era Lampetia, a su vez hija de Helios.  O bien la propia Higía era la esposa de Asclepio y no su hija.  Un escolio nos dice que otros hijos de Asclepio fueron Alexénor y Yanisco, héroes cultuales sanadores.
Paralelamente existen dos dioses asociados al culto de Asclepio, aunque es probable que estos cultos nos hablen de dos héroes que posteriormente fueron asimilados al cortejo de Asclepio. Ambos son descritos en las obras de Pausanias. Uno de ellos, Arato, era un héroe protector contra las posesiones, hijo de Asclepio y una tal Aristodama.  Otro es Telésforo, héroe vinculado a la infancia,  también hijo de Asclepio según una inscripción ática. Clemente, además, dice que Asclepio e Hipólito fueron amantes.  Tardíamente las diosas romanas Meditrina y Salus, por su carácter curativo, fueron asociadas también a Asclepio o Esculapio. Aunque en la Ilíada Asclepio no es descrito como una deidad en su lugar se describe a Peón, el dios médico; posteriormente Peón sería una de las advocaciones de Asclepio.
Según Cicerón, en su De Natura Deorum, existieron hasta tres dioses Esculapio. El primer Esculapio es hijo de Apolo; a él, quien se dice que inventó la sonda y que fue el primero en vendar una herida, le rinden culto los arcadios. El segundo Esculapio es hermano del segundo Mercurio (Hermes); se dice que éste, tras resultar fulminado por un rayo, fue inhumado en Cinosura. El tercer Esculapio es hijo de Arsipo y Arsínoe, es el primero que —según cuentan— descubrió cómo purgar el vientre, así como la manera de extraer los dientes; su sepulcro y su bosque sagrado se muestran en Arcadia, no lejos del río Lusio.

### Educación y aptitudes con la medicina

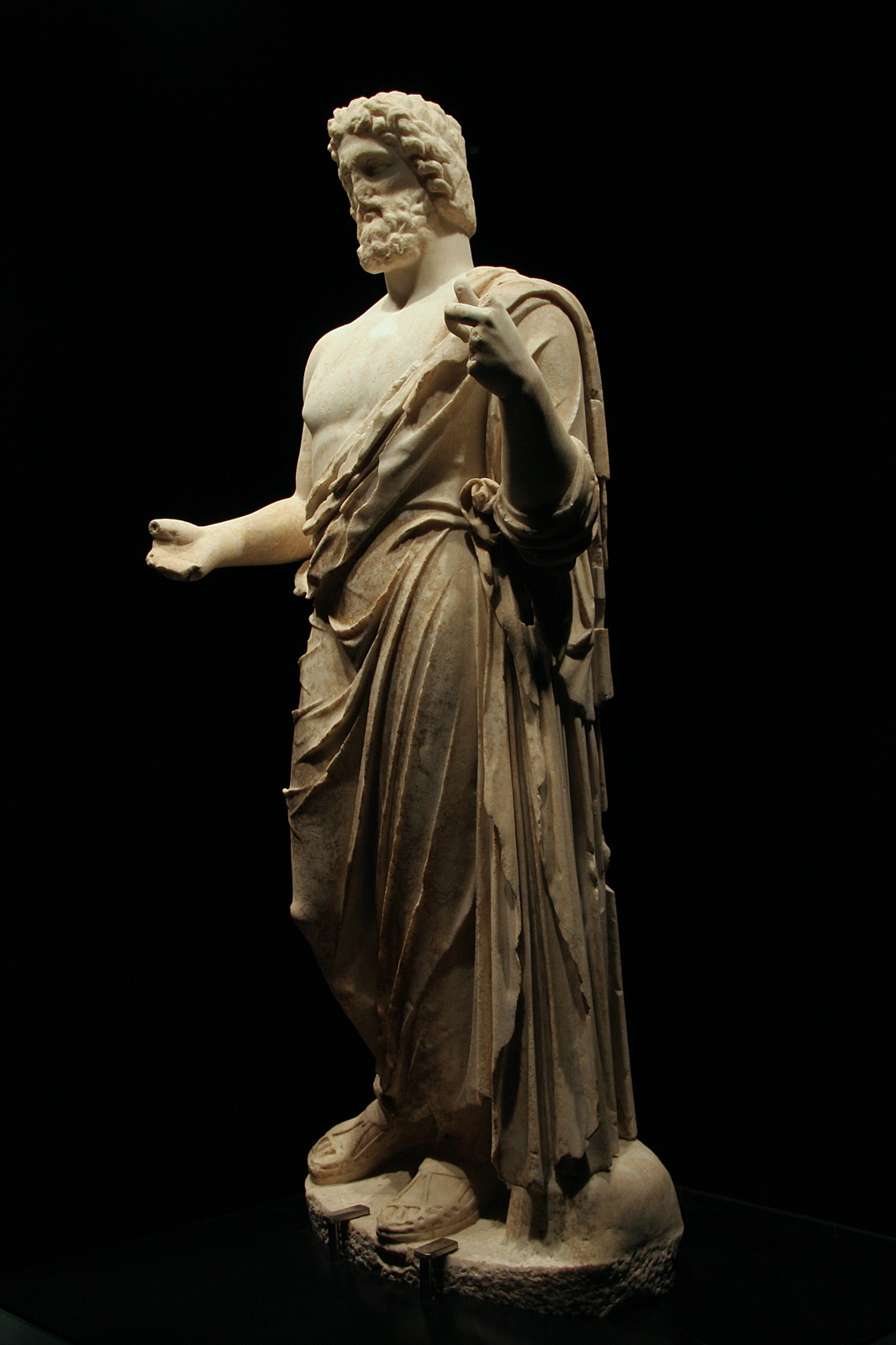
Asclepio, escultura del hallada en la colonia griega de Emporion, Gerona.

Apolo confió el pequeño al centauro Quirón en el monte Pelión (lugar donde vivían los centauros y que envuelve el gran golfo de Volos, al sureste de Tesalia). El centauro lo instruyó en las artes de la medicina y de la caza. Intervinieron en su educación Apolo y Atenea. Convertido en cirujano, y muy experto en su arte, no solo impedía que algunos murieran sino que también revivía a los muertos: había recibido de Atenea la sangre manada de la venas de la Gorgona, y utilizaba la de las venas del lado izquierdo para ruina de los hombres, y la del derecho para su salvación y así daba vida a los muertos. Practicó la medicina con gran éxito por lo que le levantaron santuarios en diversos puntos de Grecia. También devolvió la vida a un gran número de personas importantes:
«He encontrado a algunos que se dice que fueron vueltos a la vida por él [Asclepio]: Capaneo y Licurgo, según dice Estesícoro en la Erífila; Hipólito, según dice el autor de la Naupactia, Tindáreo, según dice Paniasis, Himeneo, según dicen los órficos, Glauco, el hijo de Minos, según dice Meleságoras».

### Muerte
Zeus, temeroso de que los hombres aprendieran de Asclepio la terapéutica y se auxiliasen unos a los otros, lo fulminó con un rayo. Irritado por ello Apolo, en venganza, mató a los cíclopes que habían fabricado el rayo para Zeus. Otros dicen que fue en el momento en el que Asclepio resucitó a Hipólito en Trecén cuando Zeus decidió fulminarlo, o, según otras versiones, fue el propio Hades quien le solicitó a Zeus que acabase con Asclepio para que dejara de seguir robándole súbditos a su reino. Hipólito era hijo de Teseo y de una amazona. Teseo se casó después con Fedra, que odiaba a Hipólito y que incitó a su marido a que le diese muerte, dejando así el campo libre a sus futuros hijos que podrían heredar el reino. Pero Asclepio lo resucitó y Artemisa se llevó a Hipólito al santuario de Aricia en Italia.

### Catasterismo
Asclepio ascendió a los cielos y se convirtió en la constelación de Ofiuco y también tiene relación con la Serpiente. Algunos dicen que el catasterismo de Ofiuco sujeta una serpiente por la siguiente razón. Cuando Minos le encomendó la resurrección de Glauco y estaba confinado en una prisión secreta, Esculapio, mientras meditaba lo que debía hacer, y con su báculo en la mano, vio como una serpiente se arrastraba hasta su báculo. Distraído, Esculapio la mató, golpeándola una y otra vez con su bastón mientras intentaba huir. Más tarde otra serpiente llegó allí, trayendo una hierba en su boca, y la colocó sobre su cabeza, resucitando a su compañera. Una vez hecho esto ambas huyeron del lugar. Entonces Esculapio, usando la misma hierba, devolvió la vida a Glauco. Y así la serpiente fue puesta bajo la tutela de Esculapio y también entre las estrellas, formando a Serpens. Siguiendo su ejemplo, sus descendientes transmitieron el conocimiento a otros, por lo que los médicos utilizan serpientes.

## Medicina de Asclepio

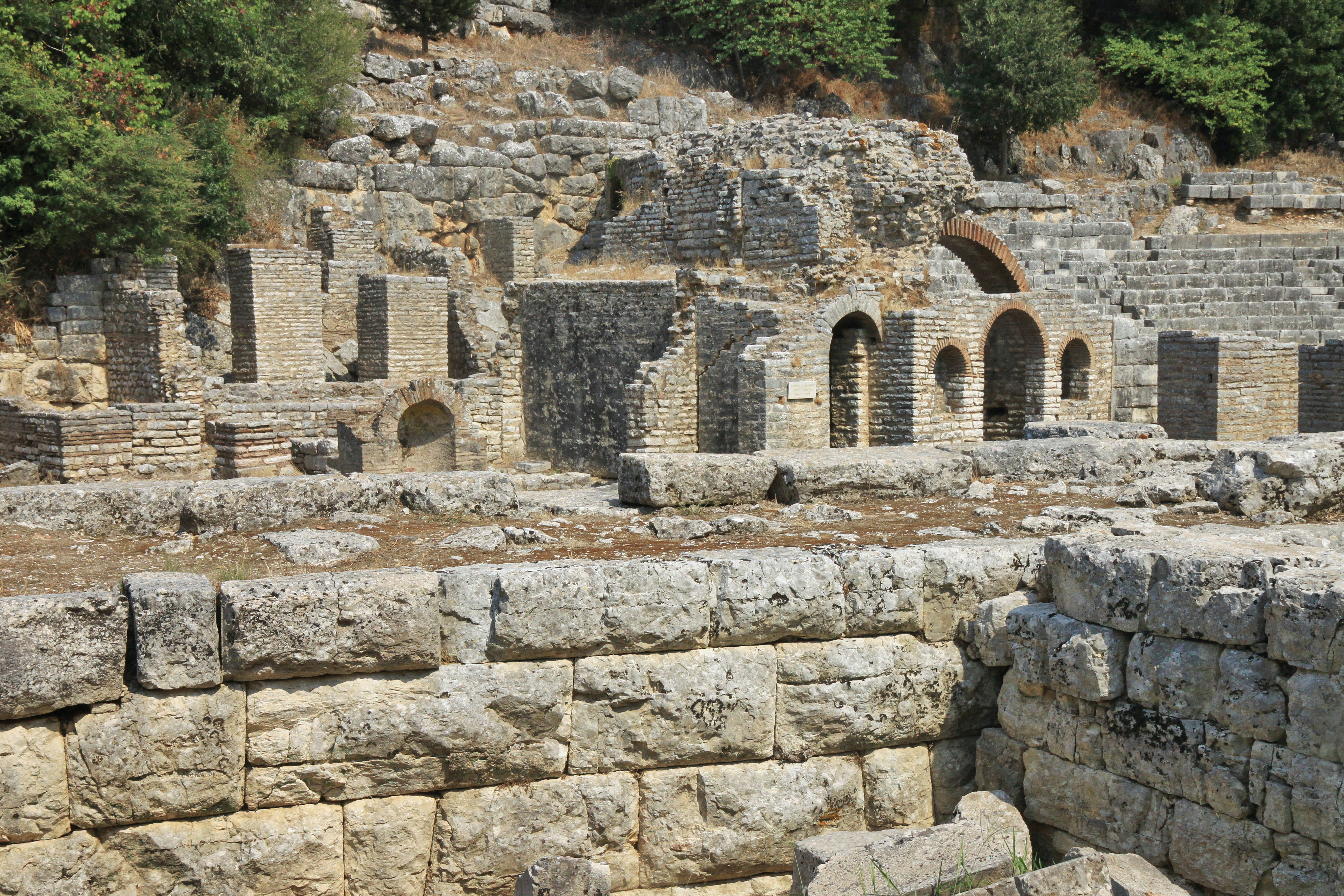
Pritaneo (izda.), y tesoro y santuario dedicado a Asclepio, en Albania.

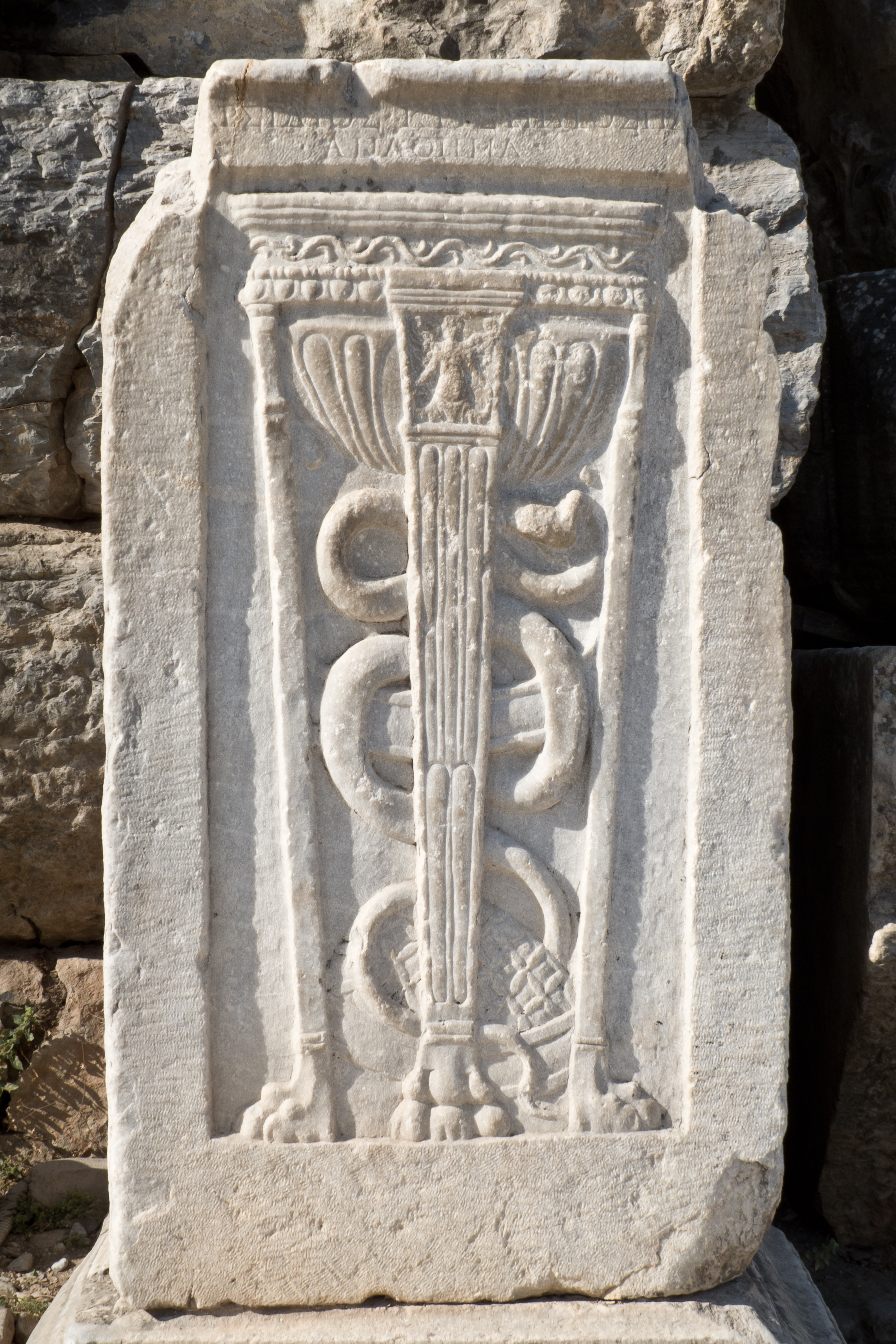
Trípode de ofrenda con la vara de Asclepio y su característica serpiente como atributo, emergiendo del ónfalo. Éfeso.

En la Grecia clásica convivían la medicina religiosa y la secular. La medicina en los templos de Asclepio venía de una larga tradición mítica. Como ejemplo de deidades sanadoras podemos citar a Melampo, que curó a las mujeres locas de Argos. Para ello utilizó eléboro negro (con propiedades de narcosis, diuresis y catarsis). Anfiarao, sucesor de Melampo fue venerado como un héroe sanador y poseía un oráculo en el que se practicaba la incubatio. Trofonio ejercía sus poderes sanadores en cuevas mediante serpientes y Orfeo utilizaba la música y la poesía para influir en el alma.
Casi todos los dioses, semidioses y héroes tenían algún poder o influencia sobre la salud. De este modo, Hera, diosa del hogar, era la patrona de las parturientas. Atenea, diosa de la sabiduría, era la patrona de la vista. Quirón era el patrón de la salud y fue maestro de Apuleyo, Melampo, Aquiles y Asclepio. De todas ellas la principal deidad sanadora fue Apolo.
Los templos de la salud aparecen alrededor del siglo VI a. C. El culto a Asclepio tuvo una rápida extensión llegando incluso hasta Egipto, donde fue identificado con Imhotep y Serapis (dioses de la medicina egipcia). Los santuarios más importantes fueron el de Epidauro, el de Tricca (para algunos autores el Asclepion más antiguo conocido), Lebén y Cos. En el año 295 a. C. aparece en Roma el primer templo dedicado a Esculapio (nombre romano de Asclepio). La fama de estos templos fue tal que durante el cristianismo, al principio, fue compartido el culto a Cristo con el culto a Asclepio.
Cada templo era un conglomerado de edificios e instalaciones cuyo tamaño y opulencia dependía de su riqueza e importancia. La estructura predominante era:
- un templo principal, donde se encontraba la estatua del dios;
- un tholos, donde se encontraba un estanque o manantial;
- el abaton, sala en la que dormían los enfermos para que se produjese la curación.

Además el grupo de estructuras podía tener: teatro, estadio, gimnasio y posadas.
A los templos podían acudir tanto ricos como pobres. Fueron como una especie de santuarios o balnearios medicinales.
En la península ibérica se han encontrado restos de antiguos templos de Asclepio en Ampurias (siglo IV a. C.), en la Almoina (siglo II a. C.).

## Santuarios de Asclepio
Pausanias dice que los santuarios mas famosos de Asclepio proceden de Epidauro. Los atenienses, que dicen que dieron participación de sus misterios a Asclepio, llaman a este día Epidauria, y dicen que desde entonces tributan un culto divino a Asclepio. En segundo lugar Arquias, hijo de Aristecmo, curado en la región de Epidauro de una torcedura que tuvo mientras cazaba en el Píndaso, introdujo al dios en Pérgamo. Del de Pérgamo procede el Asclepieo de Esmirna junto al mar. El de Balacras en Cirene es Asclepio llamado Médico, procedente de Epidauro también éste. El Asclepieo de Lebene en Creta procede a su vez del de Cirene. La diferencia entre el de Cirene y el de Epidauro es ésta: que los de Cirene le sacrifican cabras, mientras en Epidauro no está establecido.

### Epidauro

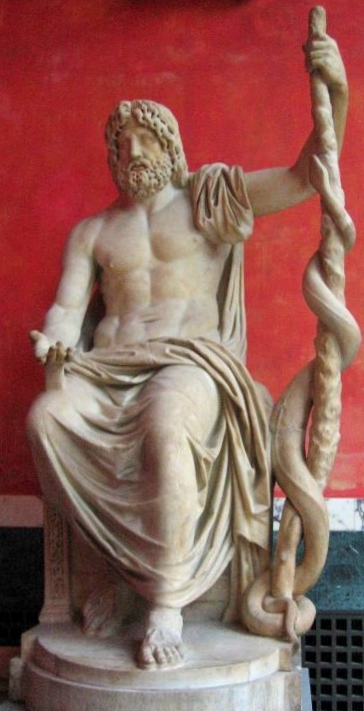
Estatua de Asclepio, Glypotek, Copenhague.

Las ruinas arqueológicas del Santuario de Asclepio en Epidauro se encuentran en un pequeño valle, cerca de las ruinas del teatro del siglo II a. C. Este santuario llegó a ser el centro terapéutico más grande de la antigüedad y se desarrolló una verdadera escuela de medicina donde practicaban los asclepíadas o sucesores de Asclepio. El más famoso de estos médicos fue Hipócrates de quien se decía ser descendiente directo del dios.
Se desconoce el origen del culto en este lugar. Las instalaciones más antiguas del recinto datan del siglo VI a. C. Se sabe que en el siglo V a. C. la fama del santuario sobrepasa los límites de la región de Epidauro, sobre todo después de la peste que azotó Atenas y cuando por este motivo se fundó en el 419 a. C. el Asclepeion al pie de la colina de la Acrópolis. El auge del culto está entre los años 370 y 250 a. C. En estos años Epidauro resulta ser un lugar de peregrinación que se llena de edificios suntuosos. En el curso del siglo II después de Cristo hay una gran expansión arquitectónica gracias a la generosidad del senador romano Antonino. Este desarrollo continuó vigente hasta el 426 en que el emperador Teodosio II lo mandó clausurar junto con los demás santuarios paganos.
El conjunto de edificios del santuario comprendía salas de ejercicios físicos y estancias especiales para los enfermos. Estos pasaban primero por ritos solemnes de purificación y después eran conducidos a un edificio especial llamado enkoimeterion (o pórtico de incubación) donde se le aparecía el dios durante el sueño y le indicaba el tratamiento a seguir. Se daban muchas curaciones, pero sobre todo en los enfermos psicosomáticos los resultados eran impresionantes y favorables. El tratamiento no era gratuito, pero las donaciones eran asequibles.
Desde el siglo V a. C. tenía lugar en Epidauro una fiesta llamada Asclepieia que se celebraba cada cuatro años y que consistía en representaciones teatrales, juegos atléticos y música. En este santuario (lo mismo que en el de Delos) estaba prohibido nacer y morir.
A finales del siglo XIX comenzaron los trabajos de excavación del yacimiento de este santuario. Continuaron en el año 1948 al frente de J. Papadimitriou y finalmente se retomó la búsqueda en 1974.

### Trica
Algunos autores consideran al de Trica como el más antiguo de todos los santuarios.

### Lebén
Manantial de aguas termales donde se construyó el más afamado de los santuarios de Asclepios en Creta. Gortinio fue un sobrenombre que se daba a Asclepio, por el culto que se le tributaba en Gortina, en el templo de Creta, y en él había una estatua representativa del hijo de Apolo.

### Cos
Era uno de los santuarios más importantes.

### Aigai
El santuario ubicado en esta población de la región de Cilicia era conocido por las curaciones taumatúrgicas que allí se producían mediante la práctica de la incubatio. Eusebio de Cesarea celebró la destrucción hasta sus cimientos del templo, en nombre de la nueva fe cristiana, que habría sido ordenada por el emperador Constantino I en el siglo IV.

### Otros santuarios
Otros santuarios se hallan en Atenas, Delfos (culto durante el siglo V a. C.), Pérgamo, Esmirna, Cirene y Mesene.
En la provincia catalana de Gerona encontramos un importante templo dedicado a Asclepio en la Neápolis (ciudad nueva, segundo asentamiento griego) de Ampurias (Emporion, Εμποριον, Emporiae que significa Mercado-Comercio). La importancia de este templo recae en la situación geográfica de Ampurias (Municipio de La Escala, Costa Brava Norte), bajo el Cabo de Creus, donde la escarpada costa y los vientos a menudo mantenían a los marineros largo tiempo en la mar, agotados. Así pues, los colonos griegos de Iberia hacían su primera parada en esta ciudad para guarecerse en el santuario.

## Prácticas

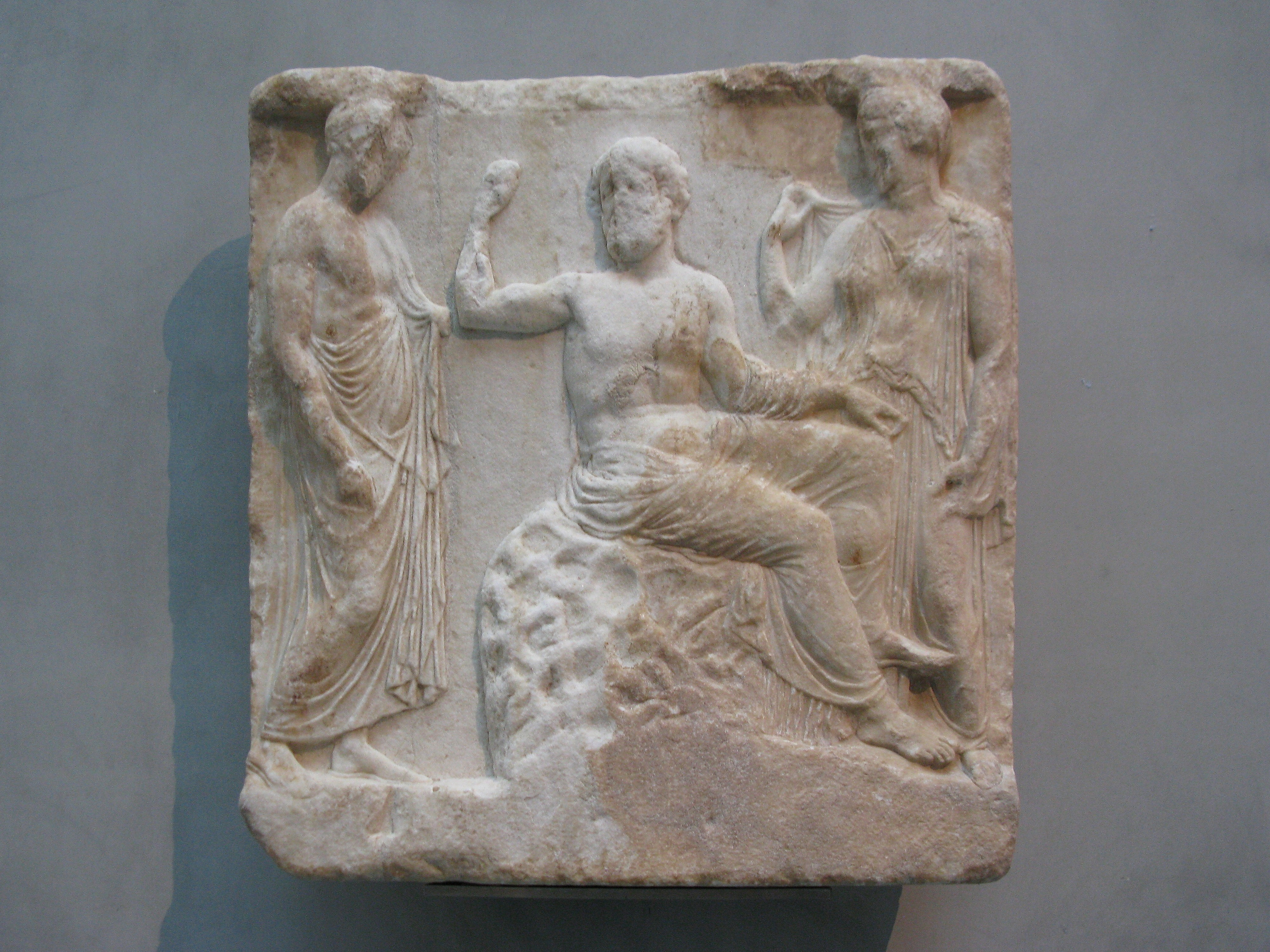
Relieve votivo representando a Asclepio sentado sobre un ónfalo, entre su esposa Epione y un hombre vestido con un himatión. Nuevo Museo de la Acrópolis de Atenas, c. 400 a. C.

En honor de Asclepio, se utiliza a menudo un determinado tipo de serpiente no venenosa en los rituales de curación y estas serpientes —las Serpientes Esculapias— se arrastraban libremente por el suelo de los dormitorios, donde los enfermos y heridos dormían. Estas serpientes se introducían en la fundación de cada nuevo templo de Asclepio en todo el mundo clásico. Desde aproximadamente el 300 a. C. en adelante, el culto de Esculapio se hizo muy popular y los peregrinos acudían en masa a sus templos de curación (Asclepieia) para ser curados de sus males. La purificación ritual sería seguida por ofrendas o sacrificios al dios (de acuerdo con los medios), y el suplicante entonces pasar la noche en la parte más sagrada del santuario —el Abaton (o adyton)—. Se informaba de todos los sueños o visiones a un sacerdote, quien prescribía el tratamiento adecuado por un proceso de interpretación. En algunos templos de curación también se utilizaban perros sagrados para lamer las heridas de los enfermos peticionarios.
El originario Juramento Hipocrático se iniciaba con la invocación: "Juro por Apolo Médico y Esculapio y por Higía y por Panacea y por todos los dioses ...".
Algunos movimientos religiosos posteriores reclamaron su relación con Asclepio. En el siglo II a. C. el polémico Alejandro de Abonutico afirmó que su dios Glicón, una serpiente con una "cabeza humana de lino", era una encarnación de Asclepio. Luciano de Samosata, el retórico y satírico en lengua griega, produjo la obra Alejandro, el falso profeta para denunciar lo que el consideraba a un estafador para que lo conocieran las generaciones futuras. Describe a Alejandro como de carácter "integrado por la mentira, el engaño, perjurio, y la malicia, [era] superficial, audaz, atrevido, diligente en la ejecución de sus planes, verosímil, convincente, enmascarando como bueno y que vestía con un aspecto absolutamente opuesto a su propósito". Justino Mártir, un defensor filosófico del cristianismo, que escribió alrededor del año 160 d. C., afirmó que el mito de Asclepio presagiaba, más que servía, como fuente para las reivindicaciones de los poderes curativos de Jesús.
El género botánico Asclepias (comúnmente conocida como asclepia o algodoncillo) lleva su nombre, e incluye la planta medicinal Asclepias tuberosa o "raíz pleurésica".

## Esculapio

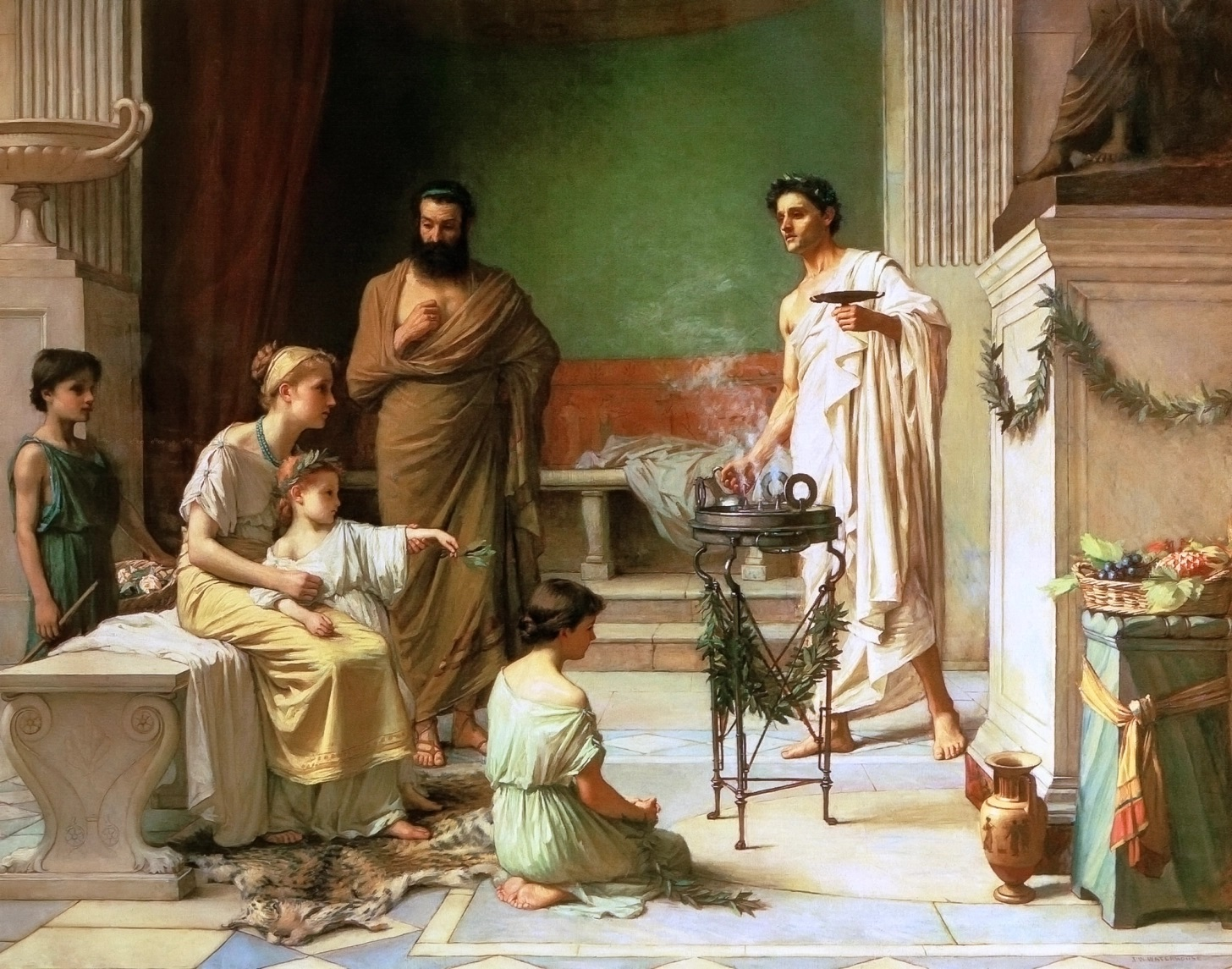
John William Waterhouse: Un niño enfermo traído al templo de Esculapio (1877).

Antes de adoptar al dios griego Asclepio (al que llamaron Esculapio) los romanos veneraban desde el 435 a. C. a Apolo como protector de la salud. Su templo estaba situado al sur del Campo de Marte, fuera del pomerium (trazado del límite sagrado de la ciudad de Roma). En el año 431 a. C. hubo también una epidemia de peste por lo que se consultaron los libros de la Sibila que el rey Lucio Tarquinio el Soberbio había dejado en el Capitolio. Las profecías aconsejaron edificar un templo a Apolo Medicus Purificador en el Campo de Marte, terreno situado entre la ciudad y el río. El templo tenía que ser elevado fuera de las murallas de la ciudad porque el dios Apolo era extranjero y así lo dictaban las leyes. Este santuario de Apolo Medicus fue muy famoso y se hacen de él continuas menciones en la historia de Roma. Se guardaban en el templo numerosas obras de arte traídas de Grecia. En la actualidad sólo queda el basamento de cuatro metros de altura, debajo de la iglesia moderna de Santa María in Campitelli.
Para los romanos, Asclepio se transformó en el dios Esculapio. Fue importado en el siglo III a. C. desde Epidauro, a raíz de otra epidemia de peste que hubo en el año 293 a. C. En el año 281 a. C. se levantó su santuario en la isla Tiberina. Esta isla, situada en el río Tíber, desde la antigüedad estuvo asociada con el arte de la curación. En la época actual se conserva en ella un famoso hospital del siglo XVI.
Los templos edificados por los romanos para venerar a Esculapio tenían unas dependencias muy importantes que eran los gimnasios y los baños.